# 김해 원명사 묘법연화경
김해 원명사 묘법연화경(金海 圓明寺 妙法蓮華經)은 대한민국 경상남도 김해시에 있는 불경이다.
2012년 5월 10일 경상남도의 유형문화재 제518호 김해 초정리 박형국 소장 묘법연화경으로 지정되었다가, 2018년 12월 20일 현재의 명칭으로 변경되었다.

## 개요
이 경전은 전 7권 중 권제 4,5,6,7이며, 즉 상,하 2책으로 분책 제본된 것으로 하권에 해당된다. 이 하권의 구성은 권제4는 60장, 권제5는 57장, 권제6은 56장, 권제7은 53장으로 되어 있으며, 목판본인 이 경전의 체계는 상하 단변에 계선이 없고 10행 20자이다.
권말(제7)에는 연화질과 성달생의 발문 기록이 있어 자료적 가치가 돋보인다. 간기는 성화(成化) 십삼년(十三年) 정유(丁酉, 1477) 전라도(全羅道) 고산시(高山地) 불명산(不明山) 화암사(花岩寺) 개펀(開版)의 전적임이 역력하다. 비록 상권이 망실된 산질이긴 하지만 임진왜란 이전의 것으로 자료적 가치가 있다.

## 참고 자료
- 김해 원명사 묘법연화경 - 국가유산청 국가유산포털